# Мышца, поднимающая верхнюю губу
Мышца, поднимающая верхнюю губу (лат. Musculus levator labii superioris) начинается от подглазничного края, над подглазничным отверстием. Оканчивается преимущественно в коже носогубной складки.

## Функция
Функция мышцы видна из названия. Мышца поднимает верхнюю губу, углубляя при этом носогубную складку.